# Elisa Koch
Elisa Koch (Livorno, 1833 – 1914) è stata una pittrice e pastellista italiana.

## Biografia
Nacque a Livorno e studiò con Louis Janmot (1814-1892) e Charles Comte.
Le sue opere furono in mostra a Lione dal 1854 al 1855 e a Parigi dal 1863, dove espose numerosi ritratti a pastello e olio e alcune scene di genere, tra cui Incontro pericoloso (Parigi, 1868), Non avrai niente di tutto ciò (Parigi, 1874), Sfortuna (Parigi, 1881) e Ritratto di Mademoiselle Juliette Dodu (al Musée de Lyons di Parigi, 1882), La piccola sorella (Parigi, 1889). 
L'opera La piccola sorella è stato inclusa nel libro Women Painters of the World, pubblicato nel 1905.